# Christer Mjåset
Christer Mjåset (ur. 18 kwietnia 1973 w Oslo, Norwegia) – norweski pisarz i lekarz.
Ukończył studia medyczne na uniwersytecie w Oslo. Jest zawodowym lekarzem neurochirurgiem, który obecnie jest w trakcie specjalizacji, pracuje w Rikshospitalet, szpitalu uniwersyteckim w Oslo.
W roli pisarza zadebiutował w 2003 zbiorem opowiadań „En dans der veien slutter” (Taniec na końcu drogi), dwa lata później ukazał się „Verdens eldste mann er død” (Najstarszy człowiek świata nie żyje), a następnie w 2008 powieść „Legen som visste for mye” (Lekarz, który wiedział za dużo) oraz wydana cztery lata później „Hvite ravner” (Białe kruki).
Twórczość Christera Mjaseta to powieści kryminalne, a ostatnia z nich jest nazywana thrillerem medycznym. Ich akcje autor umieścił w szpitalach, w środowisku lekarzy znanym mu z własnego życia. Pozwala to poruszać tematy związane ze specyfiką środowiska zawodowego, a także charakterystyczne dla niego zjawiska jak walka o stanowisko, mobbing, stalking i inne współczesne zjawiska społeczne.

## Twórczość
- En dans der veien slutter (Taniec na końcu drogi) – zbiór nowel /2003/;
- Verdens eldste mann er død (Najstarszy człowiek świata nie żyje) – zbiór nowel /2005/;
- Legen som visste for mye (Lekarz, który wiedział za dużo) – powieść /2008/;
- Hvite ravner (Białe kruki) – powieść /2012/[1].
- Det er du som er Bobby Fischer (To ty jesteś Bobbym Fischerem) – powieść /2015/;